# Gernot Uwe Gabel
Gernot Uwe Gabel  (* 3. November 1941 in Gotenhafen; † 13. Juni 2024 in Hürth) war ein deutscher Bibliothekar und Literaturwissenschaftler.

## Leben
Gabel wuchs in Hamburg auf und absolvierte sein Studium der Anglistik und Geschichte von 1964 bis 1966 an der Freien Universität Berlin. Es folgten Studien mit einem Austauschstipendium  in den USA. Dort erfolgte 1971 seine Promotion zum Dr. phil. an der Rice University in Houston. Anschließend wirkte er ab 1972 als Assistant Professor an der University of North Carolina at Chapel Hill, wo er 1973 den Magister in Bibliothekwissenschaft erwarb. Danach ging er zurück nach Deutschland und absolvierte das Bibliotheksreferendariat. 1976 wurde er Fachreferent an der Universitäts- und Stadtbibliothek Köln, 1987 wurde er zum Stellvertretenden Direktor ernannt.
Gabel war mit Gisela Gabel-Jahns verheiratet.

## Schriften (Auswahl)
- Johann Christian Hallmann. Die Wandlung des schlesischen Kunstdramas im Ausgang des 17. Jahrhunderts. Houston 1971, OCLC 248169163.
- Die amerikanische bibliothekswissenschaftliche Zeitschrift „Library Quarterly“. Eine Darstellung und Analyse vor dem Hintergrund der Bibliotheksausbildung in den Vereinigten Staaten. 1976, OCLC 1068518865.
- Deutsche Buchkünstler des 20. Jahrhunderts illustrieren deutsche Literatur. Begleitband zur Ausstellung in der Universitäts- und Stadtbibliothek Köln. Die Ausstellung wurde vom 7. November bis zum 22. Dezember 2006 im Foyer der Universitäts- und Stadtbibliothek Köln gezeigt. Verlag: Universitäts- und Stadtbibliothek Köln, Köln 2006, ISBN 3-931596-37-0.
- Karl Marx. Verzeichnis der Dissertationen aus westeuropäischen und nordamerikanischen Ländern 1890–2000. Edition Gemini, Hürth 2009, ISBN 978-3-922331-49-0.